# Сгради и съоръжения в София преди Освобождението
Тази страница е непълен списък на сгради и съоръжения в София, строени преди Освобождението.
- Ротондата Свети Георги
- Катедрала Света София –
- Света Петка Стара –
- Свети Николай – параклис и градски дворец
- Боянска църква – манастир и извънградски замък
- Баня Баши джамия
- Буюк джамия
- Драгалевски манастир
- Кремиковски манастир
- Св Иван Рилски – градски манастир между джамията и банята
- Горнобански манастир и крепост
- Свети Спас
- Света Петка Самарджийска
- Света Марина – катедрала ХVІв.
- Света Богородица Пречиста – разрушена при регулацията на София, разкрита при строежа на метрото пред Цум
- Свети Архангели – църква ХVв., разрушена при регулацията на София
- Крепост София – оцелели останки до ХІХв.
- Батил – крепост
- Софийска света гора – 12 средновековни манастира